# باشگاه فوتبال بشیکتاش
باشگاه فوتبال بشیکتاش (ترکی استانبولی: Beşiktaş Jimnastik Kulübü، تلفظ ترکی استانبولی: [beˈʃiktaʃ]) باشگاه فوتبال ترکیه‌ای است که در شهر استانبول قرار دارد و هم‌اکنون در سوپر لیگ فوتبال ترکیه بازی می‌کند. ورزشگاه وودافون پارک محل انجام بازی‌های خانگی بشیکتاش است.
این باشگاه در تاریخ ۴ مارس ۱۹۰۳ تأسیس شده‌است.
این باشگاه تاکنون ۱۶ بار موفّق به کسب قهرمانی در سوپرلیگ فوتبال ترکیه شده که آخرین آن در فصل ۲۰۲۱_۲۰۲۰ به‌دست آمده‌است. ۱۴ عنوان نایب قهرمانی سوپر لیگ نیز در کارنامهٔ این باشگاه وجود دارد. و این تیم ۱۰ بار قهرمان جام حذفی ترکیه شده‌است.
باشگاه فوتبال بشیکتاش به‌همراه تیم‌های گالاتاسارای و فنرباغچه به«سه بزرگ» (Turkish: Üç büyükler) فوتبال ترکیه معروف هستند.

## افتخارات
- سوپر لیگ فوتبال ترکیه:
  - قهرمان (۱۶): ۱۹۵۶–۵۷, ۱۹۵۷–۵۸, ۱۹۵۹–۶۰, ۱۹۶۵–۶۶, ۱۹۶۶–۶۷, ۱۹۸۱–۸۲, ۱۹۸۵–۸۶, ۱۹۸۹–۹۰, ۱۹۹۰–۹۱, ۱۹۹۱–۹۲, ۱۹۹۴–۹۵, ۲۰۰۲–۰۳, ۲۰۰۸–۰۹, ۲۰۱۵–۱۶، ۲۰۱۶–۱۷، ۲۰۲۰–۲۱
  - نایب قهرمان (۱۴) : ۱۹۶۲–۶۳, ۱۹۶۳–۶۴, ۱۹۶۴–۶۵, ۱۹۶۷–۶۸, ۱۹۷۳–۷۴, ۱۹۸۴–۸۵, ۱۹۸۶–۸۷, ۱۹۸۷–۸۸, ۱۹۸۸–۸۹, ۱۹۹۲–۹۳, ۱۹۹۶–۹۷, ۱۹۹۸–۹۹, ۱۹۹۹–۰۰, ۲۰۰۶–۰۷
- جام حذفی فوتبال ترکیه:
  - قهرمان (۱۰): ۱۹۷۴–۷۵, ۱۹۸۸–۸۹, ۱۹۸۹–۹۰, ۱۹۹۳–۹۴, ۱۹۹۷–۹۸, ۲۰۰۵–۰۶, ۲۰۰۶–۰۷, ۲۰۰۸–۰۹, ۲۰۱۰–۱۱, ۲۰۲۰–۲۱
  - نایب قهرمان (۶): ۱۹۶۵–۶۶, ۱۹۷۶–۷۷, ۱۹۸۳–۸۴, ۱۹۹۲–۹۳, ۱۹۹۸–۹۹, ۲۰۰۱–۰۲
- سوپر جام فوتبال ترکیه:
  - قهرمان (۸): ۱۹۶۷, ۱۹۷۴, ۱۹۸۶, ۱۹۸۹, ۱۹۹۲, ۱۹۹۴, ۱۹۹۸, ۲۰۰۶

## هواداران

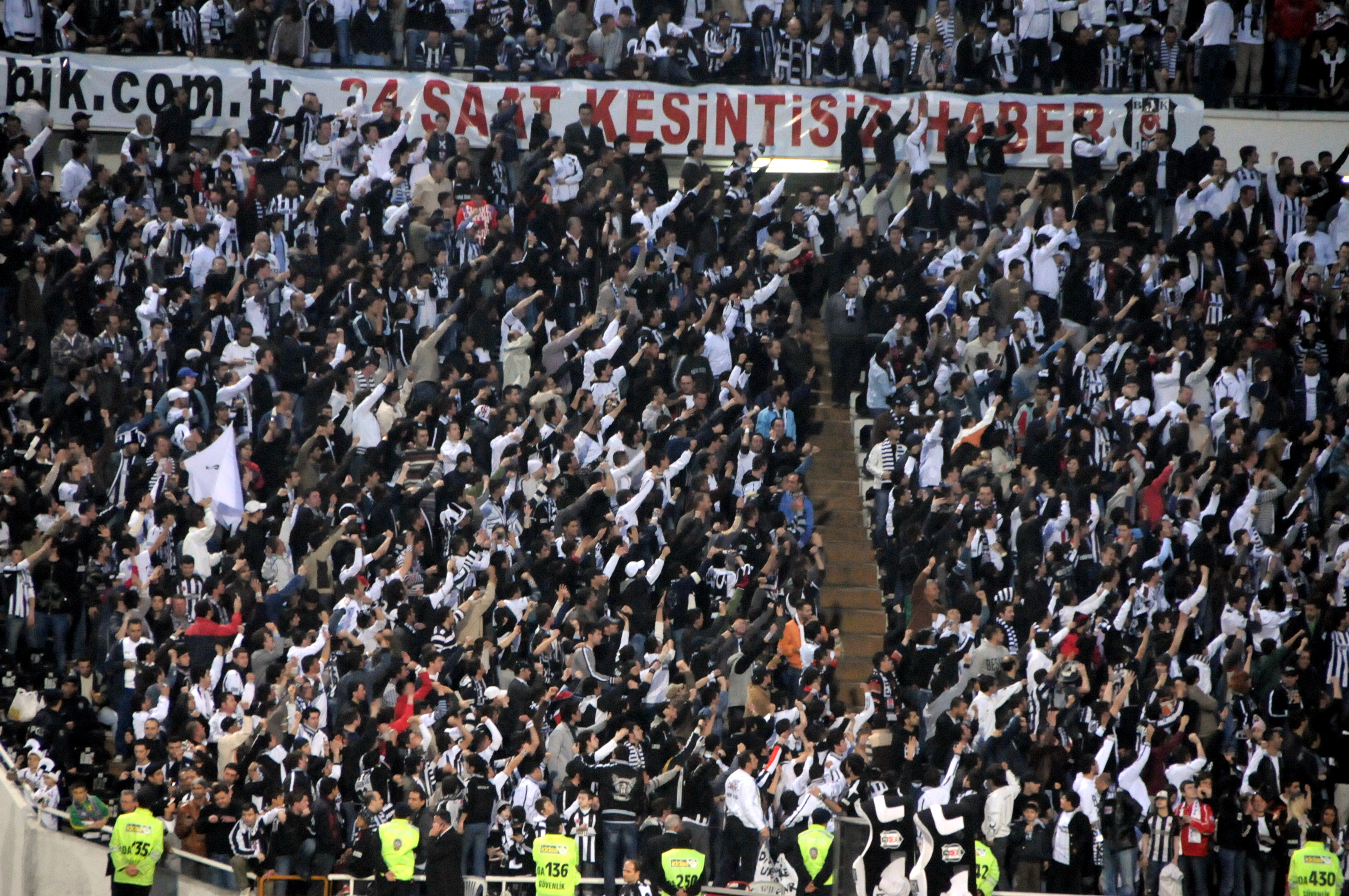
هوادار‌های بشیکتاش

گروه چارشی مهم‌ترین گروه هواداران این تیم است که به تشویق‌های احساسی و پرشور معروف‌اند. این گروه که به‌لحاظ سیاسی تعلّقات چپ‌گرایانه دارد، در سال ۱۹۸۲ و دو سال پس از کودتای نظامی تیمسار کنان اورن، از اتّحاد برخی از فعالین سیاسی مخالف دولت کودتا تأسیس شد. اشارات مستقیم به مسائل سیاسی و اجتماعی، همیشه در سکوهای متعلّق به گروه چارشی مشهود بوده‌اند. گروه چارشی یکی از گردانندگان اصلی اعتراضات سیاسی موسوم به گزی پارک در سال ۲۰۱۳ علیه رجب طیب اردوغان بود. از معروف‌ترین چهره‌های این گروه می‌توان به آلن مارکاریان و آیهان گونر اشاره کرد.

## اسپانسرها
| سال       | اسپانسر       | تولیدکننده |
| --------- | ------------- | ---------- |
| ۱۹۸۸      | توشیبا و سونی | آدیداس     |
| ۱۹۸۸–۱۹۹۸ | بکو (شرکت)    | آدیداس     |
| ۱۹۹۸–۲۰۰۱ | بکو (شرکت)    | ریباک      |
| ۲۰۰۱–۲۰۰۴ | بکو (شرکت)    | پوما       |
| ۲۰۰۴–۲۰۰۵ | ترکسل         | پوما       |
| ۲۰۰۵–۲۰۰۹ | Cola Turka    | آمبرو      |
| ۲۰۰۹–۲۰۱۱ | Cola Turka    | آدیداس     |
| ۲۰۱۱–۲۰۱۴ | تویوتا        | آدیداس     |
| ۲۰۱۴–     | ودافون        | آدیداس     |